# 拉格朗维尔
拉格朗维尔（法語：La Grandville，法語發音：[la ɡʁɑ̃vil]）是法国大東部大區阿登省的一个市镇，属于沙勒维尔-梅济耶尔区。

## 地理
拉格朗维尔（49°46'48"N, 4°47'46"E）面积10.02 平方千米，位于法国大東部大區阿登省，该省份为法国北部内陆省份，西接埃纳省，南至马恩省，东临默兹省，北与比利时接壤。
与拉格朗维尔接壤的市镇（或旧市镇、城区）包括：艾格勒蒙、沙勒维尔-梅济耶尔、热尔内勒、热斯潘萨尔、讷夫马尼勒、圣洛朗。

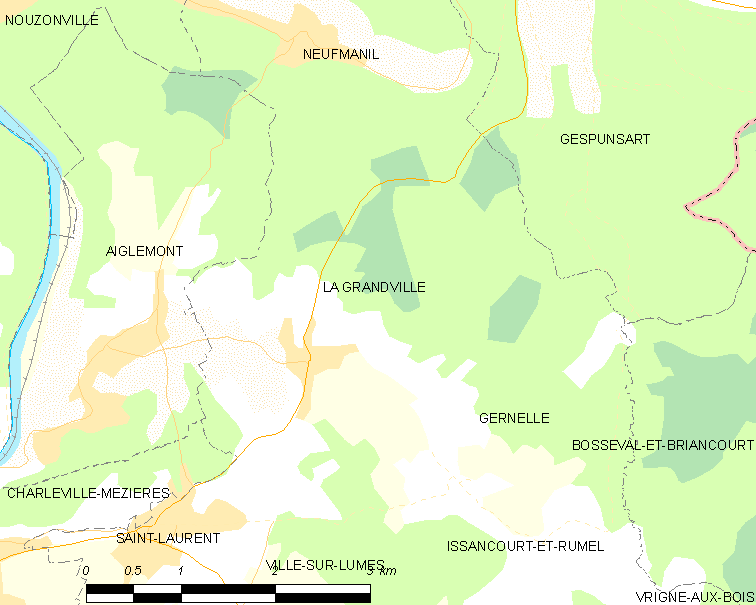
拉格朗维尔的OSM定位图

拉格朗维尔的时区为UTC+01:00、UTC+02:00（夏令时）。

## 行政
拉格朗维尔的邮政编码为08700，INSEE市镇编码为08199。

## 政治
拉格朗维尔所属的省级选区为维莱-瑟默斯县。

## 人口

1962-2008年间拉格朗维尔人口变化图示

拉格朗维尔于2022年1月1日时的人口数量为765人。